# Jaguar I-Pace
Jaguar I-Pace — електромобіль (BEV). що виготовляється компанією Jaguar з 2018 року.

## Опис

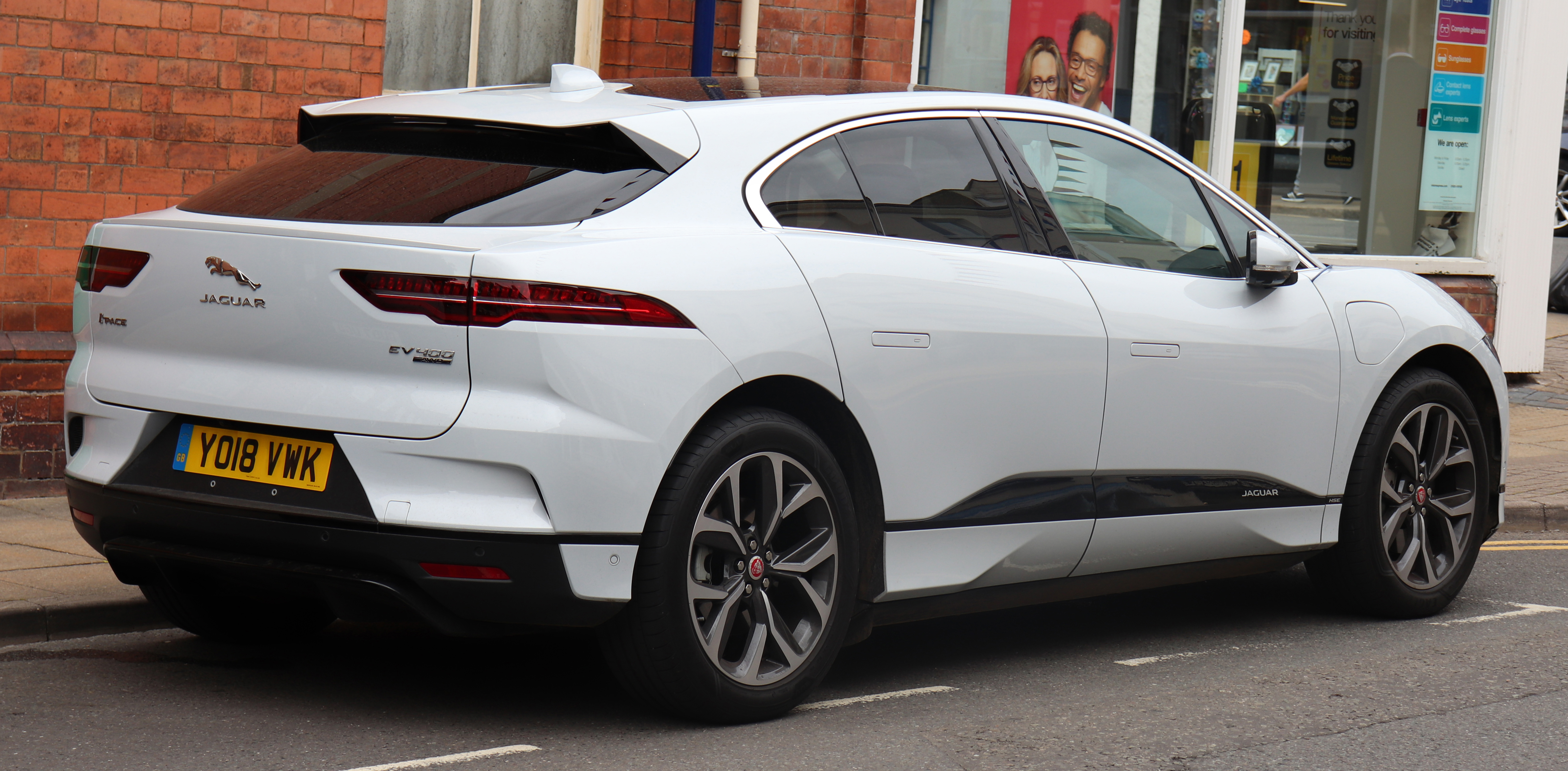
Jaguar I-Pace EV400 AWD

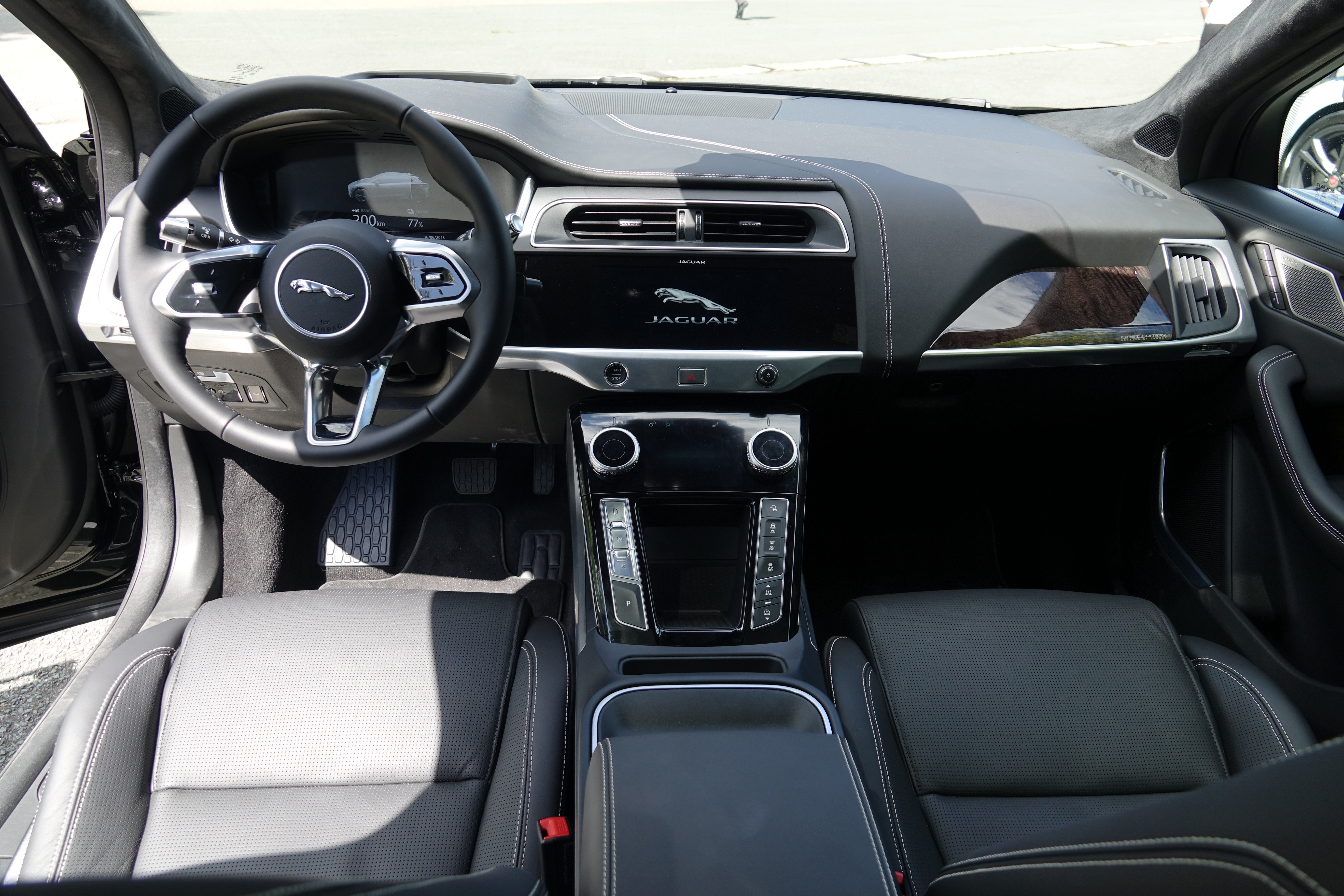

Кросовер Jaguar I-Pace отримав два електродвигуни над кожною з осей сумарною потужністю майже 400 к.с. крутним моментом 700 Н·м, які дозволяють автомобілю розганятися з 0 до 100 км/год за 4,8 секунди, набираючи максимум 200 км/год.
Довжина першого електрокросовера від «Ягуар» становить 4682 мм. Візуально авто здається більш розтягнутим. Причиною такого сприйняття є широко розташовані колеса і сильно розтягнута база — 2990 мм.
У I-Pace просторий салон та вантажний відсік. Електричний кросовер має багажник об'ємом 505 л. Вантажний простір можна збільшити до 1400 л, якщо скласти задні сидіння. Додаткових 75 кг можна перевозити на даху Jaguar I-Pace.
Батарея місткістю 90 кВт·год забезпечує запас ходу 470 км за циклом WLTP або 377 км за циклом EPA і набирає 80 % заряду за 40 хвилин від швидкісної зарядки постійного струму на 100 кВт, тоді як зарядка від побутової електромережі займе близько 13 годин. Jaguar оптимізував зарядку I-Pace. Кросовер 2023 року заряджається від побутової розетки за 8,5 годин. 
Створений у Великій Британії Jaguar I-Pace буде збиратися на заводі в австрійському Граці в рамках виробничого партнерства Jaguar Land Rover з Magna Steyr. Автомобіль приєднається до сімейства кросоверів Jaguar поряд з новим компактним кросовером E-Pace і спортивним F-Pace.
У січні 2019 року автомобіль коштував у базовій комплектації в Росії 5,8 млн руб (близько 87 000 дол.). В Україні подібна модель I-PACE S коштувала 2 012 290 гривень.
У 2024 році Jaguar оновив дизайн радіаторної решітки I-Pace. 

## Зарядка від джерела змінного струму
I-PACE оснащується однофазним вбудованим зарядним пристроєм змінного струму 7,48 кВт (32 А). В комплект входить адаптер на 10A для підключення до побутової розетки Тип F (220 В) та зарядний кабель для підключення до зарядної станції з типом роз'єму Type 2 Mennekes. Орієнтовний час повної зарядки від побутової мережі {\displaystyle 90/(0.220\cdot 10)\approx 41} год, орієнтовний час повної зарядки від побутової зарядної станції {\displaystyle 90/(0.220\cdot 32)\approx 12} год {\displaystyle 50} хв.

## Швидкісна зарядка від джерела постійного струму
I-PACE обладнаний роз'ємом Type 2 CCS Combo2, який дозволяє заряджати автомобіль на станції швидкої зарядки з максимальною потужністю до 100 кВт. При прогнозуванні часу зарядки, слід враховувати що максимальна потужність досягається на проміжку від 0 до 80 % місткості батареї. Повний час зарядки може перевищувати 90 хв.

## Обмеження для ринку України
В автомобілях, які вироблені для ринку України відсутній модуль телеметрії (3G/LTE). З цієї причини в українських I-Pace відсутня функція Secure Tracker, яка контролює координати машини по GPS і здатна передати їх власнику в разі викрадення, або InControl Remote, що дозволяє за допомогою встановленого на мобільний телефон додатку дистанційно отримувати інформацію про запас ходу та швидкість зарядки автомобіля, або ж керувати «кліматом» ще до початку поїздки.

## Продажі
| рік    | Європа | США   |
| ------ | ------ | ----- |
| 2018   | 6,490  | 393   |
| 2019   | 12,232 | 2,594 |
| 2020   | 13,444 | 1,546 |
| всього | 32,166 | 4,533 |

### Продажі в Україні
Станом на червень 2019 року автомобіль несподівано зайняв перше місце серед нових електромобілів. При цьому він відсунув лідера ринку Nissan Leaf на 2-ге місце.